# 钇钡铜氧
钇钡铜氧，或称钇钡铜氧化物、YBCO，是化学式为YBa2Cu3O7的化合物。它是著名的高温超导体，属于第二类超导体，并且是第一个制得转变温度在液氮沸点以上的材料。

## 历史
在发现超导性后的第75年，在苏黎世IBM工作的约翰内斯·贝德诺尔茨和卡尔·米勒发现特定的半导体氧化物可以在低于35K的温度下显示出超导性，特别是镧钡铜氧化物，一种缺氧钙钛矿型的潜在材料。
在此基础上，1987年，阿拉巴马大学亨茨维尔分校的吴茂昆及其研究生（Ashburn和Torng），与休斯顿大学的朱经武和他的学生共同发现了钇钡铜氧，也因此引发了对新高温超导材料的研究热潮。
YBCO是首个超导温度在77K以上的材料，也就是说它的转变温度高于液氮的沸点，用相对便宜的液氮就可以冷却。之前发现的超导体都必须用液氦或液氢冷却（Tb = 20.28 K）。

## 合成
YBCO最早是通过在1000-1300K加热金属碳酸盐混合物制备的。
4BaCO3 + Y2(CO3)3 + 6 CuCO3 → 2 YBa2Cu3O{7-x} + 13 CO2 + (3+x)O2
现在YBCO的制取以相应的硝酸盐和氧化物为原料。
YBa2Cu3O{7-x}的超导性质与x值（氧含量）很有关系，只有满足0≤x≤0.5的材料在Tc温度下有超导性，当x~0时其转变温度最高，为95K。
除了氧的计量比外，YBCO的性质也由结晶方式决定。在烧结YBCO时必须小心，因为YBCO是晶体材料，只有小心控制退火和淬火的温度和速度，校准晶界，才可以使其超导性达到最佳。
吴茂昆和同事提出了其他合成YBCO的方法，比如化学气相沉积（CVD）、溶胶-凝胶以及气溶胶法。这些方法在烧结时仍然需要小心。

## 结构

YBCO结构

YBCO为钙钛矿缺陷型层状结构，含有CuO-CuO2-CuO2-CuO交替的层，CuO2层可以有变形和皱褶。
钇原子存在于CuO2和CuO2层中，BaO层则在CuO与CuO2两层之间。
当YBa2Cu3O7中氧原子计量小于7时，根据具体数值的不同，这些非计量化合物结构可以有差异，可以化学式中的δ来表示。{\displaystyle \delta } = 1时为四方结构，CuO层（Cu(1)）的O(1)为空，不显示超导性。略微增加氧的含量会增加O(1)的占有率。δ< 0.65时b轴形成Cu-O链，结构变为正交，晶格参数分别为a=3.82、b=3.89及其c=11.68Å。当δ ~0.07时超导性最佳，O(1)中只有少数几个为空。
有证据显示，当其它原子取代Cu和Ba时，超导性发生在Cu(2)O层，Cu(1)O(1)链只用作储存电荷（charge reservoirs）。然而镨取代钇后形成化合物的超导性与此相矛盾。
钇钡铜氧的超导长度规表现出各向异性，穿透深度 {\displaystyle \lambda _{ab}\approx 150~{\textrm {nm}}} ，{\displaystyle \lambda _{c}\approx 800~{\textrm {nm}}} ，相干长度 {\displaystyle \xi _{ab}\approx 2~{\textrm {nm}}} ，{\displaystyle \xi _{c}\approx 0.4~{\textrm {nm}}} 。虽然a-b平面的相干长度是c轴的6倍之多，但与传统的超导体，如铌（{\displaystyle \xi \approx 40~{\textrm {nm}}}）相比仍显得较小。这意味着其超导态易受到界面或晶胞缺陷的影响，因此对制作YBCO时的仪器要求增高，并且YBCO对潮湿环境相当敏感。

## 应用

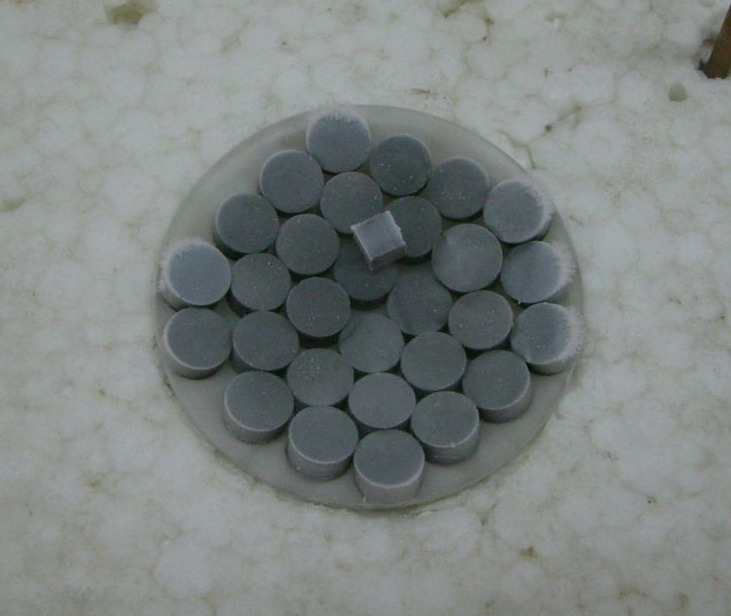
钇钡铜氧

高温超导体有很多实际中的应用，例如可用作核磁共振成像、磁悬浮设施以及约瑟夫森结中的磁体。
主要有两个问题限制了YBCO在超导方面的应用：
- 第一，YBCO单晶有很高的临界电流密度，至于多晶则很低（保持超导态时仅能通过很小的电流）。这是由材料的晶粒界面造成：当晶界角大于约5°时，超导电流就无法越过界面。这个问题可由通过化学气相沉积制备薄膜或调准晶界得到改善。
- 第二，此类的氧化物材料很脆，以传统方法制成线状并不能很好地保留其超导性质。

另外，很多情况下大规模冷却物体至液氮的温度并不十分实际。

## YBCO的表面特性
表面改性常会导致材料的新性质。表面改性的YBCO可衍生出许多性质，如抑制腐蚀、黏合聚合物、成核，制备有机超导体/绝缘体/高温超导体以及制备金属/绝缘体/超导体隧道结。
这些分子层状材料可用循环伏安法制备。目前已制得烷基胺、芳香胺和硫醇与YBCO形成的材料，它们稳定性不一。有理论认为在这其中胺扮演路易斯碱，与YBa2Cu3O7中路易斯酸性的Cu位点结合生成稳定的配位键。

## 磁悬浮
YBCO和其他超导体一样，在转变温度会发生迈斯纳效应。在该温度或低于该温度时，YBCO变为抗磁性，內部磁通量为零，磁力线无法进入超导体，超导体排斥体内的磁场。因此这时超导体表面的任何磁铁都会悬浮起来，见下方的影片。

## 影片
| 视频圖示                     | 钇钡铜氧的超导性质 钇钡铜氧磁悬浮录像（360KB，Ogg/Theora格式）。 · \| 無法正常觀看？请参见媒体帮助 \| |
| 無法正常觀看？请参见媒体帮助 | |